# Demomaking
Les démos sont des productions informatiques mêlant graphismes, musiques et animation dans un but esthétique ou technique. On peut les comparer à des clips musicaux, ou encore à des ride en images de synthèse.
Les démos sont réalisées par des groupes de demomakers, des passionnés d'informatique. Généralement, les démos sont calculées en temps réel, doivent tenir dans un espace mémoire restreint, et sont peu ou pas interactives.
Pour les demomakers, le but des démos est de concourir dans des concours de maîtrise technique ou artistique. Ainsi, le but du demomaking est de repousser le plus loin possible les limites de l'ordinateur : il s'agit de réaliser des prouesses techniques dans les domaines de l'image, du son et de la programmation.

## Histoire
Les démos sont probablement aussi anciennes que les ordinateurs, les passionnés d'informatique produisant souvent de petits programmes afin de tester une technologie, une équation, ou un effet visuel.
Mais c'est avec l'avènement de l'ordinateur personnel dans les années 1980 que le demomaking a pris son essor. Les groupes de cracking avaient l'habitude d'inclure de petites animations avec de la musique, appelées cracktros. Certains membres de ces groupes se sont ensuite focalisés sur la production de démos et ont créé des groupes à part entière tels que : PARADOX, RAZOR 1911, etc.
Les ordinateurs emblématiques du demomaking étant le Commodore 64, l'Atari ST et l'Amiga. Ces ordinateurs présentaient en effet des capacités graphiques et sonores très en avance sur leur temps, qui firent la joie de jeunes programmeurs débutants.
La scène du demomaking se structura très vite. Les groupes firent leur apparition. Un groupe (demogroup) consiste en moyenne de 3 à 8 personnes, programmeurs, musiciens ou graphistes. Ces groupes se défièrent ensuite lors de party se tenant dans toute l'Europe. La plus importante d'entre elles étant l'Assembly, en Finlande.
Lors de la première moitié des années 1990, les PC commencèrent à s'immiscer dans le demomaking. Leurs capacités graphiques ou sonores étaient limitées, mais ils compensaient ce fait par une force de calcul brut plus importante. Le groupe Future Crew, grâce aux deux démos Unreal et Second Reality parvint à supplanter l'Amiga.
La fin des années 1990 fut un âge d'or du demomaking. Les groupes de jeunes programmeurs produisaient des démos dont les qualités techniques et artistiques rivalisaient avec les meilleurs jeux vidéo de l'époque. Mais l'avènement des cartes graphiques accélératrices 3D sonnèrent le glas du demomaking traditionnel, fait de patient tricotage de code optimisé. L'industrialisation du jeu vidéo autorisa une énorme puissance visuelle accessible à moindre effort. Les démos devinrent comparativement moins impressionnantes, et durent se recentrer sur l'aspect artistique ou expérimental.
Au début des années 2000, le groupe Farbrausch réussit à relancer des défis techniques en créant des démos de moins de 64 ko sous Windows qui tenaient la comparaison avec des productions mille fois plus grosses. Certains groupes se sont également mis à créer sur des machines à la puissance limitée telle que la Game Boy Advance ou le ZX Spectrum. En 2006, la demo Starstruck du groupe The Black Lotus, tournant sur un Amiga 1200 accéléré avec un 68060, remporta l'Assembly devant des demos tournant sur des PC aux capacités bien plus avancées.
L'activité continue toujours de nos jours.

## Catégories
Il existe plusieurs catégories officielles de démos :
- les dentros (pré version d'une démo non finalisée[Information douteuse])
- les 4K : taille inférieure ou égale à 4 ko (4 096 octets)
- les intros : taille inférieure ou égale à 64 ko (65 536 octets)
- les démos : supérieures à 64 ko (mais vidéos interdites)
- les cracktros : Intro rajoutée à une version crackée d'un jeu vidéo

De plus, il existe lors des démo party de nombreux autres concours, tels que les Wild compos (vidéos généralement), les concours de musique (Module et MP3), de graphisme (16 couleurs, 256 ou 16 millions de couleurs en 2D, et 3D raytracée).

## Acteurs
Voici quelques groupes célèbres du démomaking : Catégorie:Groupe démo

## Liens avec le jeu vidéo
Dès la fin des années 1980, certains membres de la demoscene se mirent à produire des jeux vidéo. Des sociétés de production de jeux vidéo furent créées en totalité ou en partie par des demosceners, et d'autres ont intégré des sociétés déjà existantes. On peut par exemple nommer :
- Digital Illusions CE, créée par des membres de The Silents ;
- Thalion Software, créée par des membres deThe Exceptions (TEX). Jochen Hippel, également membre de TEX sous le pseudonyme Mad Max, travailla également pour Factor 5 et Rainbow Arts sur les adaptations ST de Turrican et Turrican 2, et sur Amiga en améliorant le moteur TFMX de Chris Hülsbeck ;
- Remedy Entertainment et Futuremark, créées à l'origine par des membres de Future Crew ;
- Jesper Kyd, qui était membre de The Silents sur Amiga ;
- Alex Evans, cofondateur de Media Molecule et programmeur de Little Big Planet, également connu sous le nom de Statix du groupe Psychic Link ;
- Christophe Balestra, coprésident de Naughty Dog; anciennement connu sous le nom d'Oxbab du groupe Oxygene ;
- Tim Moss, programmeur en chef de God of War et God of War 2, connu sous le nom Manikin du groupe The Lost Boys ;
- Des sociétés comme Sony Computer Entertainment, Ubisoft, GRIN... emploient toujours des demosceners dans leurs équipes, parfois à des postes clés. Certains sont toujours actifs sur la demoscene, comme Keops du groupe Equinox.

En 2007, Sony Computer Entertainment passa une commande auprès du groupe polonais Plastic pour une démo appelée Linger in Shadows tournant sur PlayStation 3. Il s'agit du premier acte de mécénat réalisé dans l'univers de la demoscene.